# یورماش (شهرستان نوریمانوفسکی، باشقیرستان)
یورماش (انگلیسی: Yurmash, Nurimanovsky District, Republic of Bashkortostan) یک شهرک در شهرستان نوریمانوفسکی استان باشقیرستان کشور روسیه است.